# James C. Kennedy
James Cox Kennedy (* 29. November 1947 in Honolulu) ist ein US-amerikanischer Unternehmer.

## Leben
Seine Mutter war Barbara Cox Anthony. Er studierte an der University of Denver.  James C. Kennedy übernahm von seiner Mutter die Leitung des US-amerikanischen Medienunternehmens Cox Enterprises. James C. Kennedy wohnt in Atlanta, ist verheiratet und hat drei Kinder. Nach Angaben des US-amerikanischen Forbes Magazine gehört er  zu den reichsten US-Amerikanern.